# 缅甸银叶树
缅甸银叶树（学名：Heritiera burmensis）是一种属于锦葵科银叶树属的乔木，分布于缅甸和中国云南地区。

## 特征
缅甸银叶树高约14米。其小枝灰褐色或灰白色，在幼时被白色鳞秕覆盖，并微被毛。叶子为革质，呈矩圆状椭圆形，先端渐尖或锐尖，基部饨。叶片正面在幼时呈亮绿色且被银白色鳞秕覆盖，老时变浅绿色几无毛，背面则呈银白色且密被银白色鳞秕。叶柄两端略膨大，被白色鳞秕；托叶披针形，早落。
聚伞圆锥花序腋生，密被星状毛和银白色鳞秕。花萼钟形，外面银白色，内部紫红色，两面均密被星状毛，有4-6浅裂，裂片呈三角形向外卷曲。雄花的雌雄蕊柄长约1毫米，花盘厚，围绕在雌雄蕊柄的基部，花药约12个群集在雌雄蕊柄顶端排成2环。果实为核果状，坚硬，椭圆形，褐色，顶端有翅。该植物花期为3-4月，果期为7-8月。